# Pogány Sándor
Pogány Sándor, 1893-ig Pollák (Szombathely, 1864. július 24. – Budapest, 1945. június 9.) gépészmérnök, vasúti vezérigazgató, Frank Miklós (1924–2010) katolikus pap nagyapja.

## Élete
Pollák Ármin kávés és Rosenfeld Róza gyermekeként született zsidó családban. 1893 áprilisában Pécsett kikeresztelkedett a római katolikus vallásra. Középiskolai tanulmányait szülővárosában végezte, majd a Bécsi Műszaki Egyetem hallgatója lett. Ezt követően a Duna–Száva–Adria Vasúttársaság szolgálatába lépett és rövid külszolgálat után az igazgatóság műhelyi osztályának főnöke lett. 1920-ban átvette a gépészeti osztály vezetését, 1926-ban pedig helyettes vezérigazgatóvá választották. 1930-ban kinevezték a vállalat vezérigazgatójává, azonban két évvel később a DSA a Magyar Államvasutak kezelésébe került, s így elvesztette megbízatását.
Több alkalommal vett részt külföldi kongresszusokon. A mozdony-, a sínautóbusz- és a motorkocsi-szerkesztés terén számos szabadalom fűződik nevéhez. A Nobel-díjas, Gustaf Dalén svéd fizikussal való eredményes együttműködéséért a svéd Wasa-rend lovagkeresztjével tüntették ki. 1925-ben a közlekedésügy terén kifejtett értékes tevékenysége elismeréséül megkapta a magyar királyi kormányfőtanácsosi címet. Nevéhez fűződik – Gordon Róberttel együtt – a sínautóbusz járatok megindítása, amiért 1929-ben a Német Vasátigazgatók Egyesülete jutalomban és elismerésben részesítette. Számos gazdasági és társadalmi egyesület vezetőségének tevékeny tagja volt. Szakirodalmi munkássága is jelentős.

## Családja
Felesége Dolkowska Adél volt.
Gyermekei:
- Pogány Sándor László Ármin (1895–?) magántisztviselő. Felesége Újhelyi Etelka (1902–1960 körül).
- Pogány Alice Mária Vilma (1896–1963) fogorvos. Férje Frank Miklós (1895–1971) belgyógyász, balneológus.

## Művei
- A Duna-Száva-Adria Vasúttársaság legközelebbi terveiről (Közlekedési Tudósító, 1929, 25–26. szám)
- A lokomotív keletkezése (Magyar Vasut és Közlekedés, 1929, 23–26. szám)
- Lokomatívkazán sérülésről (Magyar Vasut és Közlekedés, 1930, 23–26. szám)
- A vonatok hatásfoka (Magyar Vasut és Közlekedés, 1932, 1–2. szám)
- A mozdonytüzelés hazai szenekkel (Magyar Vasut és Közlekedés, 1937, 3–4. szám)

## Díjai, elismerései
- Ferenc József-rend hadiékítményes lovagkeresztje
- Wasa-rend lovagkeresztje
- II. osztályú magyar érdemkereszt (1932)